# 林內焚化爐弊案
林內焚化爐弊案案由為達和公司為取得臺灣雲林縣林內鄉焚化爐開發經營權，事前規劃7000萬元公關費，再與另一家負責焚化爐土地開發的旭鼎簽，將此項費用列入土地款中，其中3000萬元透過旭鼎負責人徐治國行賄時任雲林縣縣長張榮味，匯1000萬元至張榮味的好友呂昆展在美國帳戶。

## 縣長逃亡
張榮味涉及林內鄉焚化爐貪瀆弊案後，檢方多次傳喚未到案，雲林地檢署於2004年8月26日發布通緝，成為台灣自治史上第一個任內被通緝的縣長。之後，他就像是從人間蒸發。最後於該年其妹張麗善立法委員選舉前一日，12月10日由警探逮捕落網。

## 偵結公訴
2005年1月17日臺灣雲林地方法院檢察署偵辦臺灣省雲林縣林內鄉焚化廠弊案偵結，包括雲林縣長張榮味等十名官商被依《貪污治罪條例》提起公訴，其中張榮味遭求處無期徒刑，褫奪公權終身。環保局長顏嘉賢被求刑十五年，褫奪公權十年，張、顏兩人合併須追償一千萬元不法所得。林內鄉長陳河山被求刑十五年，褫奪公權十年，追償不法所得一千八百萬元，前林內鄉林中村長柯火墀被求刑七年六個月，褫奪公權五年，追償不法所得八十萬元，男子呂昆展擔任白手套遭求刑七年，達和公司副總經理鄭炳煌、業務處長朱國源、專員黃輝強，及土地仲介業者徐治國、潘淑慧，則被檢方建議院方予以緩刑；同案被告呂昆展因逃亡中國大陸已遭通緝。

## 司法審判時程及結果
裁判案由：貪污等／違反貪污治罪條例等
起訴案號：臺灣雲林地方法院檢察署93年度偵字第2536號、2960、3073、3040號、93年度偵緝字第229號
- 2005年10月28日，臺灣雲林地方法院一審宣判，張榮味處有期徒刑十四年、褫奪公權七年，犯罪所得財物新臺幣一千萬元追繳沒收[3]。

- 2006年5月9日，臺灣高等法院臺南分院二審宣判，張榮味改判無罪 [4] [5]。

- 2007年7月5日，最高法院撤銷關於張榮味等人被訴違反洗錢防制法的判決，發回台灣高等法院台南分院[6]。

- 2010年1月28日，臺灣高等法院臺南分院更一審宣判，張榮味無罪[7]。

- 2011年2月17日，最高法院撤銷關於張榮味等人的判決，發回臺灣高等法院臺南分院[8]。

- 2012年5月9日，臺灣高等法院臺南分院更二審宣判，張榮味處有期徒刑九年、褫奪公權五年[9]。

- 2013年6月20日，最高法院撤銷關於張榮味等人的判決，發回臺灣高等法院臺南分院[10]。

- 2014年6月24日，臺灣高等法院臺南分院更三審宣判，維持更二審判決，張榮味處有期徒刑九年、褫奪公權五年[11]。

- 2015年7月17日，前雲林縣長張榮味被控涉及91年間的林內鄉焚化廠工程弊案，索賄3000萬元，最高法院認為部分事證尚待釐清，撤銷更三審，發回台南高分院進行更四審[12]。

- 2016年10月13日，臺灣高等法院臺南分院更四審宣判，張榮味處有期徒刑八年、褫奪公權四年[13]。

- 2018年7月4日，最高法院駁回被告張榮味等人上訴，全案依更四審判決結果定讞，張榮味將入監服刑。
- 2023年5月30日，當時共犯之委任律師尤伯祥獲大法官提名，遭本案檢察官蔡啟文及審判長康樹正指控涉教唆偽證，引發適任性爭議。[14]